# 高橋彌七郎
高橋彌七郎（日语：たかはし やしちろう，1972年—），是日本小說家、輕小說作家。大阪府出身。2002年4月，在第八屆電擊遊戲小說大獎以（出版時改為）得到選考委員獎勵賞後出道。之後便在電擊文庫上發表作品。
《灼眼的夏娜》在廣播節目「電擊大賞」播放廣播劇並且發售CD。接著在2005年2月開始連載漫畫版（作畫為笹倉綾人），並且於2005年秋天動畫化。作品中多使用獨自的設定與專門用語，並使用許多平時難得一見的詞彙和詳細的解釋，使其呈現出其寬廣的格局，相當具有特色。
和漫畫家荒川弘是朋友，在導讀書中有他的評語。
於2008年2月16日的第十六屆台北國際書展，與小說插畫家伊東雜音共同被台灣角川邀請，來台舉辦《灼眼的夏娜》的作品簽名會。（該次來臺共舉辦兩場簽名會，第二場是在微風廣場的紀伊國屋書店舉行。）

## 作品一覽

### 小說
- A/B至尊令（日语：A/Bエクストリーム）
- 灼眼的夏娜
- 撲殺天使朵庫蘿（撲殺天使ドクロちゃんです，與他人合著）
- 幸福的狩獵（日语：幸福狩り）（「電擊hp」23號揭載讀切短篇的恐怖懸疑作品）
- 實現之星 （カナエの星）
- K和其他六人

### 動畫
- 《K》：原作、劇本、系列構成（RETURN OF KINGS）
- 《萊莎的鍊金工房 ～常闇女王與秘密藏身處～》：系列構成、劇本
- 《AYAKA -綾島奇譚-》：原作、劇本

### 電子遊戲
- 《萊莎的鍊金工房》第一部、第三部：編劇

## 關連項目
- 電擊小說大獎
- 伊東雜音